# Центральный банк Кюрасао и Синт-Мартена
Центральный банк Кюрасао и Синт-Мартена (нидерл. Centrale Bank van Curaçao en Sint Maarten) — центральный банк нидерландских территорий Кюрасао и Синт-Мартен.
Предыдущие названия банка:
- Bank van Leening (неофициально) 1828—1855;
- Банк Кюрасао (Curaçaosche Bank) 1855—1962;
- Банк Нидерландских Антильских островов (Bank van de Nederlandse Antillen) 1962—2010.

## История
6 февраля 1828 года в составе колониальной администрации, находившейся в Форт-Амстердам, создан отдел, состоявший первоначально из трёх клерков. Отдел формально не являлся банком, но получил неофициальное название «Bank van Leening».
В 1855 году создан государственный Банк Кюрасао, начавший в том же году выпуск банкнот.
В январе 1962 года банк переименован в Банк Нидерландских Антильских островов.
В 2010 году в связи с роспуском Нидерландских Антильских островов банк переименован в Центральный банк Кюрасао и Синт-Мартена.